# Iosif Sîrbu
Iosif Sîrbu, född 21 september 1925 i Șibot, död 6 september 1964 i Bukarest, var en rumänsk sportskytt.
Han tävlade i olympiska spelen 1952, 1956 samt 1960. Han blev olympisk guldmedaljör i gevär vid sommarspelen 1952 i Helsingfors.